# Le Flic de Belleville
Cet article possède des paronymes, voir Deux flics à Belleville et Le Flic de Beverly Hills.
Pour plus de détails, voir Fiche technique et Distribution.
Le Flic de Belleville est une comédie policière française coécrite et réalisée par Rachid Bouchareb, sortie en 2018.

## Synopsis
Originaire du quartier de Belleville, Sebastian Bouchard, dit « Baaba », est devenu officier de police. Il est bien décidé à rester dans son quartier, au grand désespoir de sa copine souhaitant aller vivre ailleurs. Baaba a du mal à s'éloigner de sa mère, légèrement envahissante.
Un soir dans un restaurant, Roland, son ami d'enfance, est assassiné sous ses yeux. Roland était officier de liaison du Consulat général de France à Miami et était de passage à Paris pour une enquête sur un trafic de stupéfiants. Baaba décide alors de se rendre en Floride, en emmenant avec lui sa mère, qu'il n'arrive toujours pas à laisser seule. À Miami, il est encadré par un flic local blasé et irascible, Ricardo Garcia. Les deux hommes vont alors être forcés de travailler ensemble malgré tout ce qui les sépare.

## Fiche technique
Sauf indication contraire, les informations mentionnées dans cette section peuvent être confirmées par la base de données cinématographiques IMDb,  présente dans la section « Liens externes ».
- Titre original : Le Flic de Belleville
- Titre international : Belleville Cop
- Réalisation : Rachid Bouchareb
- Scénario : Rachid Bouchareb, Marion Doussot et Larry Gross
- Direction artistique : Stéphane Becimol et J. Mark Harrington
- Décors : Olivier Seiler
- Costumes : Maïra Ramedhan Levi et Carolina Salom
- Photographie : Alain Duplantier
- Montage : Vincent Tabaillon
- Musique : Éric Neveux
- Production : Jean Bréhat ; Allen Bain, Samuel Hadida, Victor Hadida et Muriel Merlin (coproducteurs)
- Sociétés de production : Tessalit Productions, coproduit par Davis Films et TF1 Films Production, en association avec les SOFICA Cofinova 14 et Sofitvciné 5
- Sociétés de distribution : Metropolitan Filmexport (France), Belga Films (Belgique), Impuls Pictures (Suisse romande)
- Budget : n/a
- Pays d'origine :  France
- Langues originales : français, anglais
- Format : couleur
- Genres : comédie policière, buddy movie
- Durée : 111 minutes
- Dates de sortie[2] :
  - Belgique, France, Suisse romande : 17 octobre 2018

## Distribution
- Omar Sy : Sébastian Bouchard, dit « Baaba Keita »
- Luis Guzmán (VF : Enrique Carballido) : Lieutenant Ricardo Garcia
- Biyouna : Zohra, la mère de Baaba
- Diem Nguyen : Lin
- Matthias Quiviger : Collègue de Lin
- Ériq Ebouaney : Ladji Touré
- Issaka Sawadogo : Aboulaye
- Maïmouna Gueye : Iman Touré
- Julie Ferrier : la consule
- Franck Gastambide : Roland
- Mike Benitez : le capitaine Mendez
- Astrid Bayiha : l’attachée de presse
- Christopher Journet : Patrice Boyer
- Matthew Chizever : le sergent Morris
- Laura Domenge : la médecin légiste
- Julie Chen : la serveuse

## Production

### Genèse, développement et attribution des rôles
En 2011, Rachid Bouchareb annonce sa volonté de faire une « trilogie américaine » portant sur les relations entre les États-Unis et le « monde arabe ». Le premier des trois films doit alors être le buddy movie Belleville Cop, avec Jamel Debbouze et Queen Latifah. Le premier est finalement le téléfilm Just Like a Woman, road movie avec Sienna Miller et Golshifteh Farahani diffusé en 2012. Il est suivi par La Voie de l'ennemi (2014), avec Forest Whitaker, Harvey Keitel et Luis Guzmán.
Le projet est ensuite rebaptisé Le Flic de Belleville pour la France. Les rôles principaux sont alors repris en 2017 par Omar Sy et Luis Guzmán.
Pour l'écriture du scénario, Rachid Bouchareb cite bien évidemment Le Flic de Beverly Hills mais également des buddy movies comme 48 heures, L'Arme fatale et L'Emmerdeur. Il collabore ainsi avec l'un des scénaristes de 48 heures, Larry Gross.
Dans le film, le lieutenant Ricardo Garcia énonce une réplique du film Bad Boys, sorti en 1995 : « On roule ensemble, on meurt ensemble. »

### Tournage
Le tournage débute en mars 2017 à Paris, notamment dans le 20e arrondissement. Il a ensuite lieu à Miami et Los Angeles ainsi qu'à Bogota en Colombie,.

## Accueil

### Critique
Sur le site français Allociné, qui recense 6 titres de presse, le film obtient la note moyenne de 2,2⁄5.
Dans Femme actuelle, Amélie Cordonnier décrit le film « une sympathique comédie policière ». Dans Le Parisien, Catherine Balle écrit quant à elle « le nouveau long-métrage de Rachid Bouchareb, une comédie, peine à faire sourire et se perd dans un scénario rocambolesque ». Première, Pierre Lunn écrit notamment « Le nouveau film de Rachid Bouchareb avec Omar Sy peine à faire exister l’idée d’un buddy cop movie à la française ». Hélène Marzolf de Télérama se demande « Qu’est-il donc arrivé à Rachid Bouchareb pour qu’il réalise un film “à l’américaine” outrancier et pas drôle ? »

### Box-office
Le film sort le 17 octobre 2018 dans 550 salles. Il ne réalise que 30 220 entrées pour sa première journée malgré une grosse promotion et la présence d'Omar Sy en tête d'affiche.
Pour sa première semaine, il ne cumule que 248 868 entrées.Il termine sa carrière en salles avec à peine 630 283 entrées.
Il ne rapporte que 6.11M€ pour un budget de 15,37M€.